# Ekmanska sjukhuset

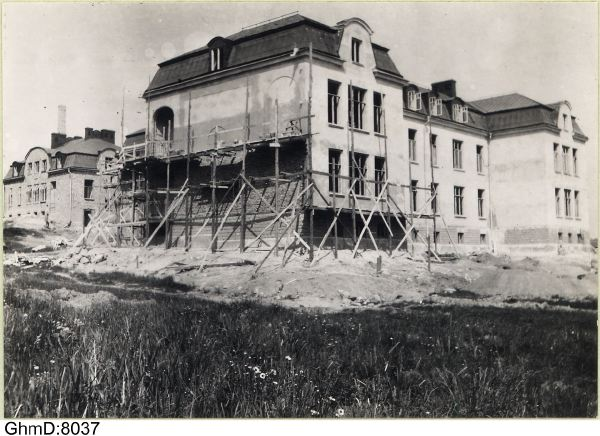
Ekmanska sjukhuset under uppförande åren 1909–1910.

Ekmanska sjukhuset (Oscar och Maria Ekmans sjukhus) var ett sjukhus i stadsdelen Bö i Göteborg, vilket var i bruk under åren 1910–1978.

## Historia
Konsul Oscar Ekman testamenterade till Örgryte kommun medel för uppförande av ett tidsenligt sjukhus. Efter Ekmans död år 1907 uppfördes sjukhuset av hans arvingar på egendomen Stora Torp. Änkan Maria Ekman och barnen tillsköt ytterligare summor och inköpte mark från Bö för uppförande av en läkarvilla intill sjukhuset. Det överlämnades i december 1910 till kommunalfullmäktige, som förbundit sig att för all framtid underhålla sjukhuset och sjukvården inom detsamma. Familjen Ekman lämnade fortsatt frikostiga bidrag under flera år. Sedan Örgryte införlivats i Göteborgs stad den 1 januari 1922 övergick förvaltningen av sjukhuset till stadens hälsovård.
Ekmanska sjukhusets första läkare var Albert Wallin, som tjänstgjorde där under åren 1910–1937. Albert Wallin efterträddes som överläkare av Viktor Henrikson.

## Byggnaden
Sjukhusbyggnaden uppfördes i sten i två våningar och mansardvåning och hade två vårdavdelningar med plats för 50 patienter, varav 10 på enskilda rum. Sjuksalarna var placerade åt söder, för att de skulle vara ljusa, och korridorerna låg åt norr. Byggnaden ritades av arkitekten Axel Kumlien och kontrollant vid uppförandet var arkitekten Otto Dymling. Sjukhuset uppfördes av byggmästaren Carl Pettersson. Huvudbyggnaden förbands med en ekonomibyggnad genom en sammanbindningsgång och i en intilliggande envåningsbyggnad fanns bland annat obduktionsrum. Uppförandet av sjukhuset, inklusive inredning, kostade omkring 375 000 kronor.
Redan år 1930 uttryckte Albert Wallin behovet av att utöka antalet vårdplatser. Ekmans dotter, friherrinnan Louise Falkenberg, lovade att skänka mark öster om sjukhuset för uppförandet av ett nytt sjukhus. Någon utbyggnad skedde aldrig och verksamheten vid Ekmanska sjukhuset kom att inriktas på kirurgi. Verksamheten avslutades år 1978 och integrerades med kirurgkliniken på Östra sjukhuset, som då var nyuppfört. Efter sjukhusets nedläggning inrättades en vårdcentral och ett sjukhem i lokalerna.